# Линдрум, Хорэс
Хо́рэс Ли́ндрум (англ. Horace Lindrum) (15 января 1912 — 20 июня 1974) — австралийский профессиональный игрок в снукер и карамболь. Племянник Хорэса, Уолтер Линдрум, был чемпионом мира по английскому бильярду.
Хорэс Линдрум стал профессионалом в 1931 году. Трижды играл в финалах чемпионата мира (в 1936, 1937 и 1946), но всё время неизменно уступал Джо Дэвису. В 1952 году Хорэс победил на мировом первенстве, организованном BA & CC. В первом и единственном матче австралиец обыграл Кларка Макконэки со счётом 94:49. Однако, несмотря на то, что победа осталась за Хорэсом и его имя было выгравировано на кубке чемпиона, этот результат до сих пор многими не признаётся действительным из-за больших разногласий между игроками и организацией бильярда в то время. Также Линдрум в 1963 году выиграл Australian Open.
Ушёл из профессионалов Линдрум в 1957, в возрасте 45 лет, а умер в 1974 году.